# 中院通知
中院 通知（なかのいん みちとも）は、江戸時代中期から後期にかけての公卿。中院通古の子。官位は正二位・権大納言。

## 経歴
安永3年（1774年）に従五位下、安永8年（1779年）に侍従や近衛権中将、蔵人頭などを経て文化12年（1815年）に参議となる。文政4年（1821年）には正二位となり、文政7年（1824年）、権大納言に就任。
弘化3年（1846年）4月4日、薨去。享年76。

## 系譜
- 父：中院通古
- 母：中院通古の正室
- 正室：蜂須賀重喜の四女 - 後に離縁
- 家女房：某氏
  - 男子：中院通繁
  - 男子：淳丸
  - 男子：順丸
- 家女房：大炊頭・治喜の娘
  - 女子：孟子
  - 女子：芳子
  - 女子：保子
- 家女房：某氏
  - 女子：知子 - 少納言・高辻以長正室
  - 男子：愛宕通祐（1799-1875） - 愛宕通典養子
  - 男子：千種有名 - 千種家当主・千種有功養子
  - 女子：義子